# Дюваль, Адам
Адам Линн Дюваль (англ. Adam Lynn Duvall; 4 сентября 1988, Луисвилл, Кентукки) — американский бейсболист, аутфилдер клуба Главной лиги бейсбола «Бостон Ред Сокс». Победитель Мировой серии 2021 года в составе Атланты. Обладатель Золотой ловушки на позиции аутфилдера по итогам 2021 года. Участник Матча всех звёзд лиги 2016 года. На студенческом уровне играл за команды Западно-Кентуккийского университета, колледжа Чипола и Луисвиллского университета. На драфте Главной лиги бейсбола 2010 года был выбран в одиннадцатом раунде.

## Биография

### Ранние годы
Адам Дюваль родился 4 сентября 1988 года в Луисвилле. Один из двух сыновей в семье. Подростком был болельщиком «Нью-Йорк Янкис» и Дерека Джитера. Окончил старшую школу имени Батлера, провёл три сезона в составе её бейсбольной команды, включался в сборную звёзд региона. После окончания школы поступил в Западно-Кентуккийский университет, где отучился один год. Затем перевёлся в подготовительный колледж Чипола во Флориде. Отыграв там один сезон, Дюваль помог команде «Чипола Индианс» выйти в Мировую серию младших колледжей. Его показатель отбивания составил 34,0 %, он выбил 11 хоум-ранов и набрал 43 RBI.
В 2009 году Дюваль перевёлся в Луисвиллский университет. Команда в том сезоне стала победителем регулярного чемпионата и плей-офф конференции Big East. Он провёл все игры на позиции основного игрока второй базы, отбивая с эффективностью 32,8 % с 11 хоум-ранами и 51 RBI. С его помощью «Луисвилл Кардиналс» вышли в финал суперрегионального турнира NCAA, где проиграли команде университета штата Калифорния в Фуллертоне. По итогам сезона Дюваль был включён в сборную звёзд регионального турнира.

### Профессиональная карьера
Летом 2010 года Дюваль был выбран клубом «Сан-Франциско Джайентс» в одиннадцатом раунде драфта Главной лиги бейсбола. После подписания контракта он начал выступления в фарм-системе организации, показав себя стабильным силовым отбивающим. В 2011 году на его счету было 22 хоум-рана, в 2012 году — 30, в чемпионате 2013 года на уровне AA-лиги в составе «Ричмонд Флайин Сквиррелс» он выбил 17 хоум-ранов. Сезон 2014 года Дюваль начал в клубе AAA-лиги «Фресно Гриззлиз». В июне он был переведён в основной состав «Джайентс» и дебютировал в лиге, в первой же игре выбив хоум-ран. На момент окончания чемпионата официальный сайт лиги ставил его на 25 место в рейтинге лучших молодых игроков клуба.
Первую половину сезона 2015 года Дюваль провёл в команде «Сакраменто Ривер Кэтс», где отбивал с показателем 27,9 % с 26 хоум-ранами. В июле его и питчера Кеури Мелью обменяли в «Цинциннати Редс» на питчера Майка Лика. После перехода Дюваль продолжил играть в AAA-лиге в составе «Луисвилл Бэтс», где его атакующая эффективность снизилась до 18,9 %. Несмотря на трудности с адаптацией, в конце августа 2015 года он был переведён в основной состав «Редс». До конца чемпионата он принял участие в 27 играх, выбив пять хоум-ранов и набрав девять RBI при показателе отбивания 21,9 %. В первой половине сезона 2016 года Дюваль выбил 23 хоум-рана и получил приглашение на первый в карьере матч всех звёзд лиги. Во второй половине он отбивал менее эффективно, но снизил долю получаемых страйкаутов и стал дисциплинированнее играть на бите. По итогам года его показатель отбивания составил 24,1 %. В 2017 году Дюваль выбил 31 хоум-ран. В каждом из этих двух сезонов он входил в число финалистов награды Золотая перчатка лучшему оборонительному аутфилдеру. В 2018 году его эффективность снова снизилась. К концу июля его показаль отбивания составлял всего 20,5 %, хотя он выбил 15 хоум-ранов и заработал 61 RBI. Перед закрытием периода переходов «Редс» обменяли Дюваля в «Атланту».
После перехода проблемы в игре Дюваля сохранились. Во второй половине сезона он реализовал всего семь выходов на биту и не показал хороших результатов против питчеров-левшей. Из-за низкой эффективности «Брэйвз» не включили его в заявку команды на плей-офф. Весной 2019 года на сборах он тоже выглядел плохо, но клуб не стал отказываться от контракта с игроком, отправив его в фарм-команду уровня AAA-лиги «Гуиннетт Страйперс». Игра в младшей лиге позволила Дювалю вернуть уверенность, в первой части сезона он выбил 32 хоум-рана. В конце июля 2019 года его вновь перевели в «Брэйвз», где он заменил получившего травму Ника Маркейкиса. В регулярном чемпионате он сыграл за клуб в 41 матче, выбив 10 хоум-ранов при показателе отбивания 26,7 %. В плей-офф Дюваль стал одним из лидеров команды, принеся ей две победы в Дивизионной серии Национальной лиги против «Сент-Луис Кардиналс».
На старте сокращённого из-за пандемии COVID-19 сезона 2020 года Дюваль делил игровое время с Мэттом Адамсом, но постепенно получил место одного из стартовых аутфилдеров команды. В 57 сыгранных матчах он выбил 16 хоум-ранов, достигнув отметки в 100 за карьеру. В плей-офф он, напротив, был одним из худших в команде, а по ходу Чемпионской серии Национальной лиги вообще выбыл из строя из-за мышечной травмы. После окончания сезона он получил статус свободного агента. В феврале 2021 года Дюваль подписал однолетний контракт с «Майами Марлинс». В новой команде он провёл только половину сезона, сыграв в 91 матче с показателем отбивания 22,9 % с 22 хоум-ранами и 68 RBI. В конце июля его обменяли обратно в «Атланту» на кэтчера Алекса Джексона. По итогам регулярного чемпионата показатель отбивания Дюваля в играх за оба клуба составил 22,8 %. Он выбил 38 хоум-ранов и стал лучшим в Национальной лиге со 113 RBI. Он также стал всего третьим в истории игроком, который в одном сезоне выбил не менее 35 хоум-ранов и набрал не менее 110 RBI при показателе OPS не выше 80,0 %. В плей-офф, завершившемся победой «Брэйвз» в Мировой серии, Дюваль отбивал с эффективностью 22,0 %, сделав 13 хитов при 16 полученных страйкаутах. В финальной серии он был стартовым центрфилдером команды и отметился гранд-слэм-хоум-раном в пятой игре.
В 2022 году из-за травмы запястья Дюваль смог сыграть за «Атланту» всего 86 матчей, выбив 12 хоум-ранов и набрав 36 RBI. Его показатель OPS снизился до 67,7 %. После окончания чемпионата клуб не стал предлагать ему новый контракт. В январе 2023 года Дюваль как свободный агент заключил соглашение с «Бостоном». Сумма годичного контракта составила 7 млн долларов, ещё 3 млн он мог заработать в виде бонусов. В «Ред Сокс» рассматривали Дюваля как основного центрфилдера вместо Кике Эрнандеса, переведённого на позицию шортстопа.